# Słodkie, słodkie czary
Słodkie, słodkie czary (jap. シュガシュガルーン Shuga shuga rūn) – manga z gatunku mahō-shōjo autorstwa Moyoco Anno, która ukazała się w latach 2004–2007. 
Na podstawie mangi stworzone zostało anime.
W Polsce seria była wydawana na DVD przez Anime Gate; do tej pory ukazały się 7 płyt z 10 zapowiedzianych, zawierające w sumie 34 pierwszych odcinki serii. Wydawanie tej serii zostało zawieszone z powodu zbyt niskiej sprzedaży.

## Fabuła
Vanilla i Chocola to urocze, dziesięcioletnie czarownice. Wychowały się w Świecie Magii – niezwykłej krainie, gdzie miotły służą do latania, przedmioty same odkładają się na miejsce, a cukierki mają niezwykłe właściwości. W chwili, gdy spotykamy je po raz pierwszy, obie małe bohaterki stają właśnie do walki o tron. Jako kandydatki do roli przyszłej królowej Świata Magii, dziewczęta zostają wysłane do Świata Ludzi, gdzie rozstrzygnie się, która z nich godna jest królewskiego tronu.

## Spis odcinków
| Premiera odcinka w TV | N/o | Polski tytuł                                               | Japoński tytuł                               |
| --------------------- | --- | ---------------------------------------------------------- | -------------------------------------------- |
|                       |     |                                                            |                                              |
| SERIA PIERWSZA        |     |                                                            |                                              |
|                       |     |                                                            |                                              |
| 11.05.2008            | 01  | Chocola, serca i spadająca gwiazda                         | Choko to hāto no nagareboshi                 |
|                       |     |                                                            |                                              |
| 18.05.2008            | 02  | Słodka bitwa żaby i myszy                                  | Kaeru to nezumi no rabu batoru               |
|                       |     |                                                            |                                              |
| 25.05.2008            | 03  | Nieplanowany wywiad                                        | Shinbun totsugeki intabyū                    |
|                       |     |                                                            |                                              |
| 01.06.2008            | 04  | Magiczna szminka                                           | Mahō no rippu wa koi no yokan                |
|                       |     |                                                            |                                              |
| 08.06.2008            | 05  | Szalona wizyta domowa                                      | Dokidoki harahara!! Katei hōmon              |
|                       |     |                                                            |                                              |
| 15.06.2008            | 06  | Walka o serce                                              | Hāto o nerae! Koi no fenshingu               |
|                       |     |                                                            |                                              |
| 22.06.2008            | 07  | Chocola zdyskwalifikowana?!                                | Chokora, joō kōho shitsugaku!?               |
|                       |     |                                                            |                                              |
| 29.06.2008            | 08  | Randka nad morzem                                          | Redi na kibun no bakansu dēto                |
|                       |     |                                                            |                                              |
|                       | 09  | Dar zielonego serca                                        | Midori no hāto ga kuretamono                 |
|                       |     |                                                            |                                              |
|                       | 10  | Wspaniałe strategie Robina: Zdobywcy serc!                 | Robin ni narabe! Rabu-rabu daisakusen        |
|                       |     |                                                            |                                              |
|                       | 11  | Ważniejsza od miłości? Magia przyjaźni                     | Koi yori taisetsu!? Yūjō mahō                |
|                       |     |                                                            |                                              |
|                       | 12  | Chocola zmienia się w kota?                                | Chokora, neko ni naru!?                      |
|                       |     |                                                            |                                              |
|                       | 13  | Lśniące serca, magiczny egzamin                            | Kagayake hāto! Joō kōho shiken               |
|                       |     |                                                            |                                              |
|                       | 14  | Nowi uczniowie ze świata magii                             | Mahō tsukai tenkōsei                         |
|                       |     |                                                            |                                              |
|                       | 15  | Katastrofa z odwrotnymi makaronikami!                      | Abekobe makaron de daikonran!?               |
|                       |     |                                                            |                                              |
|                       | 16  | Chocola zostaje idolką!                                    | Chokora, aidoru ni naru!                     |
|                       |     |                                                            |                                              |
|                       | 17  | Inwazja! Nadchodzi dziadek!                                | Ojii shūrai! Koi no dansu taiketsu           |
|                       |     |                                                            |                                              |
|                       | 18  | Superstraszny halloweenowy test odwagi!                    | Chō kowa! Harouin kimodameshi!?              |
|                       |     |                                                            |                                              |
|                       | 19  | Miłość za jeden gryz! Zakochana Blanca!                    | Tsukaima Buranka no chitcha na koi           |
|                       |     |                                                            |                                              |
|                       | 20  | Urocza kandydatka na czarownicę!                           | Chokora pinchi? Kawaii majo shigan           |
|                       |     |                                                            |                                              |
|                       | 21  | Magiczna filiżanka pełna snów                              | Mahō no tī kappu wa yume kibun               |
|                       |     |                                                            |                                              |
|                       | 22  | Chocola i Vanilla w miłosnym trójkącie?                    | Chocora & Banira: Koi no sangaku kankei?     |
|                       |     |                                                            |                                              |
|                       | 23  | Biegiem! Wprost do mety!                                   | Hashire hashire! Yūjō rirē                   |
|                       |     |                                                            |                                              |
|                       | 24  | Bywaj, spineczko w kształcie serca!                        | Bai-bai, hāto no kamikazari                  |
|                       |     |                                                            |                                              |
|                       | 25  | Tajemnica Pierre’a, tajemnica pamiętnika!                  | Piēru no himitsu, techō no himitsu           |
|                       |     |                                                            |                                              |
|                       | 26  | Zakochane serce pod choinkę!                               | Kurisumasu ni wa koisuru hāto                |
|                       |     |                                                            |                                              |
|                       | 27  | Małe czerwone serduszko                                    | Chiisana hāto, makka na hāto                 |
|                       |     |                                                            |                                              |
|                       | 28  | Niebezpieczna randka w akwarium                            | Abunai! Suikan dēto                          |
|                       |     |                                                            |                                              |
|                       | 29  | Jak powstał świat magii. Tajemnica ogrów                   | Makai sōseiki, oguru no himitsu              |
|                       |     |                                                            |                                              |
|                       | 30  | Ogry wypowiadają wojnę! Fabryka serc w niebezpieczeństwie! | Oguru sensen fukoku! Hāto kōjō kiken ippatsu |
|                       |     |                                                            |                                              |
|                       | 31  | Co za zameszanie! Czarownica Wafru wkraca do akcji         | Osawagase majo waffuru dōjō!                 |
|                       |     |                                                            |                                              |
|                       | 32  | Chocola i jej czekoladowa miłość                           | Chokora, Choko ni kometa omoi                |
|                       |     |                                                            |                                              |
|                       | 33  | Ważne uczucie zielonego serca                              | Yūjō no hāto, taisetsu na omoi               |
|                       |     |                                                            |                                              |
|                       | 34  | Chocola, Vanilla i gwiazdy snów                            | Chokora to Banira to yume no hoshi           |
|                       |     |                                                            |                                              |
|                       | 35  | Wafru w roli królowej!                                     | Waffuru, Joō-sama ni naru!                   |
|                       |     |                                                            |                                              |
|                       | 36  | Powstrzymać staruszka! Sekretny wielki plan Nany           | Ojii o tomeru! Bāya no daisakusen            |
|                       |     |                                                            |                                              |
|                       | 37  | Czarne serce i pułapka ogrów                               | Kuroi hāto to oguru no wana                  |
|                       |     |                                                            |                                              |
|                       | 38  | Pokusa Pierra, zerwana przyjaźń                            | Piēru no yūwaku, hikisareta yūjō             |
|                       |     |                                                            |                                              |
|                       | 39  | Narodziny Królowej ogrów                                   | Tanjō, oguru no kuīn                         |
|                       |     |                                                            |                                              |
|                       | 40  | Czarna Igła Zazdrości                                      | Shitto no kuroi hari                         |
|                       |     |                                                            |                                              |
|                       | 41  | Konfrontacja z Vanillą, Tajemniczy Specyfik                | Banira to taiketsu! Himitsu no supaisu       |
|                       |     |                                                            |                                              |
|                       | 42  | Chocola i Pierre. Przygoda dwojga                          | Chokora Piēru, futari kiri no bōkuen         |
|                       |     |                                                            |                                              |
|                       | 43  | Zaproszenie na noc Walpurgii                               | Varupirugisu no yoru e no shōtai             |
|                       |     |                                                            |                                              |
|                       | 44  | Wiadomość od mamy                                          | Mama kara no messēji                         |
|                       |     |                                                            |                                              |
|                       | 45  | Intryga Pierre’a, Serce Vanilli                            | Piēru no sakuryaku, Banira no hāto           |
|                       |     |                                                            |                                              |
|                       | 46  | Ombre: Czarodziejka z Pustyni Cocoa                        | Kokoa sabaku no majo anburu                  |
|                       |     |                                                            |                                              |
|                       | 47  | Zamrożone wspomnienia, Przeszłość Pierre’a                 | Kogotta kioku, Piēru no kako                 |
|                       |     |                                                            |                                              |
|                       | 48  | Czerń i Łzy Przyjaźni                                      | Noāru to yūjō no namida                      |
|                       |     |                                                            |                                              |
|                       | 49  | Ostatni Egzamin Wyboru Królowej czas zacząć!               | Kuīn saishū shiken, kaishi!                  |
|                       |     |                                                            |                                              |
|                       | 50  | Próby Jednorożca, Sprawdzian serc                          | Yunikōn kara no kadai, tamesareru kokoro     |
|                       |     |                                                            |                                              |
|                       | 51  | Lśniące serce! Wybór następnej królowej!                   | Kagayaku hāto! Jiki joō kettei               |
|                       |     |                                                            |                                              |

## Wersja polska
Wersja polska: na zlecenie Vision Film Distribution – Studio Lingua (odc. 1-34)
Dialogi i reżyseria:
- Krzysztof Staroń (odc. 1-4, 7, 10-13, 15),
- Anna Klink (odc. 5-6, 8-9)

Tłumaczenie tekstu: Paweł Musiałowski i Małgorzata Gajderowicz

Realizacja dźwięku: Robert Buczkowski

Wykonanie piosenek: Julita Dawidowicz

W wersji polskiej udział wzięli:
- Masza Bogucka – Chocola Meilleure (Chocola Kato)
- Magdalena Dratkiewicz – Vanilla Mieux (Vanilla Aisu), Blanca
- Urszula Gryczewska
- Jolanta Jackowska-Czop
- Milena Lisiecka – Nishitani Hajime
- Katarzyna Pawlak
- Katarzyna Tarkowska
- Zuzanna Wierzbińska
- Magdalena Zając-Zawadzka – Akira Mikado
- Łukasz Konopka
- Jacek Łuczak – Woo
- Bożydar Murgan – Pierre
- Mariusz Siudziński – Rockelas Robin
- Grzegorz Pawlak – 
  - Duke,
  - Corn, dziadek Chocoli,
  - jeden z senatorów
- Jan Wojciech Poradowski
- Patryk Steczek – Soul
- Ewa Mróz
- Maciej Więckowski – Yoshiyuki Shinohara

Lektor: Grzegorz Pawlak